# Heinz Paul (Jurist)
Heinz Paul (* 2. Februar 1918 in Jena; † 27. März 2006) war ein deutscher Jurist und Hochschullehrer. 

## Leben und Wirken
Paul entstammte einer Arbeiterfamilie. Nach dem Schulabschluss wurde er zum Militär eingezogen. Er diente zuletzt als Obergefreiter in der Wehrmacht. Nach Ende des Zweiten Weltkriegs war Paul 1945 als Arbeitsrichter und ab 1946 als Vorsitzender des Arbeitsgerichts Jena tätig und studierte parallel dazu Rechtswissenschaften. Nach dem Staatsexamen 1950 promovierte er mit der Arbeit Das Mitbestimmungsrecht der BGL an der Karl-Marx-Universität Leipzig 1956 zum Dr. jur.
Bereits 1953 hatte er einen Lehrauftrag an der Friedrich-Schiller-Universität Jena wahrgenommen und wurde schließlich ebenda 1956 mit der Wahrnehmung einer Universitätsdozentur beauftragt. Paul habilitierte sich 1967 an der Universität Jena mit der Arbeit Die Rolle des Verfahrens in Arbeitsrechtssachen bei der Lösung arbeitsrechtlicher Konflikte und die durch die Spezifik dieser Konflikte bedingten verfahrensrechtlichen Besonderheiten. Ab 1969 Prodekan und stellvertretender Direktor für Erziehung und Ausbildung an der Sektion Staats- und Rechtswissenschaft in Jena wurde Paul am 1. September 1969 zum ordentlichen Professor für sozialistisches Arbeitsrecht berufen.
Bis 1977 als Richter tätig war er stellvertretender Vorsitzender des Landesarbeitsgerichts Erfurt und Vorsitzender des Senats für Arbeitsrecht des Bezirksgerichts Gera.
Paul wirkte an der Ausarbeitung des Gesetzbuches der Arbeit der DDR mit und gehörte mehrere Wahlperioden dem Bezirksvorstand des Freien Deutschen Gewerkschaftsbund sowie über 20 Jahre dessen Rechtskommission an. Ab 1974 war er auch stellvertretender Vorsitzender des Bezirksvorstands Gera der Gewerkschaft Wissenschaft.
Seine Ehefrau Erika Paul (* 1928) war ebenfalls Juristin und habilitierte sich 1981 an der Universität Jena. 
Heinz Paul starb am 27. März 2006 im Alter von 88 Jahren. Er wurde auf dem Jenaer Ostfriedhof beigesetzt.

## Schriften (Auswahl)
- Das Mitbestimmungsrecht der BGL. Dissertation. Universität Leipzig, 1956.
- (mit Theodor Kunz): Das arbeitsgerichtliche Verfahren: Eine Anleitung für die Praxis (= Schriftenreihe Arbeit und Sozialfürsorge. Heft 24). Deutscher Zentralverlag, Berlin 1957.
- Die Mitwirkung der Gewerkschaften im arbeitsgerichtlichen Verfahren (= Schriftenreihe über Arbeitsrecht. Heft 7). Verlag Tribüne, Berlin 1962.
- Die materielle Verantwortlichkeit im Handel. 3., völlig überarb. u. erw. Auflage. Verlag Die Wirtschaft, Berlin 1965 (1. Auflage 1963).
- (mit Fritz Pommerening): Die Rechtskommissionen der Gewerkschaften (= Schriftenreihe über Arbeitsrecht. Heft 12). Verlag Tribüne, Berlin 1966.
- Die Rolle des Verfahrens in Arbeitsrechtssachen bei der Lösung arbeitsrechtlicher Konflikte und die durch die Spezifik dieser Konflikte bedingten verfahrensrechtlichen Besonderheiten. Habilitationsschrift. Universität Jena, 1967.
- Handelsverluste und materielle Verantwortlichkeit. Verlag Die Wirtschaft, Berlin 1971. (2. Auflage 1979)
- Arbeitsschutzrecht (= Arbeitswissenschaftliche Lehrbriefe / Reihe Arbeitsschutz [N.F.] Heft 3). Verlag Tribüne, Berlin 1972. (3. Auflage 1975)
- Urlaub und Freistellung (= Schriftenreihe über Arbeitsrecht. Heft 19). 1. Auflage. Verlag Tribüne, Berlin 1972. (2. Auflage 1976)

## Auszeichnungen
Paul wurde mit der Fritz-Heckert-Medaille und der Verdienstmedaille der DDR ausgezeichnet. Die Medaille für ausgezeichnete Leistungen erhielt er fünfmal; 1975 wurde er zudem mit der Verdienstmedaille der Zollverwaltung der DDR in Bronze geehrt.